# São José (Santa Catarina)
São José is een gemeente in de Braziliaanse deelstaat Santa Catarina. In 2017 telde de gemeente 239.718 inwoners.
De plaats is via Baía Norte en Baía Sul verbonden met de Atlantische Oceaan.

## Aangrenzende gemeenten
De gemeente grenst aan Antônio Carlos, Biguaçu, Florianópolis, Palhoça, Santo Amaro da Imperatriz en São Pedro de Alcântara.

## Verkeer en vervoer
De plaats ligt aan de noord-zuidlopende weg BR-101 tussen Touros en São José do Norte. Daarnaast ligt ze aan de wegen BR-282 en SC-407.